# Jaime I (1921)
El acorazado Jaime I era el tercero de una serie de tres acorazados construidos para la Armada española a principios del siglo XX. Fruto de la Ley de Escuadra del 7 de enero de 1908, estos buques recibieron el nombre genérico del cabeza de serie, por lo que se les denominó como acorazados Clase España. Su construcción tuvo lugar en los astilleros de la Sociedad Española de Construcción Naval en Ferrol.
Constituyó el último de la serie en ser entregado a la Armada, aunque ello no le impidió participar en la guerra del Rif. Al comienzo de la guerra civil española, en 1936, permaneció leal a la República Española y participó en algunas operaciones de la contienda pero el 17 de junio de 1937 resultó destruido por una explosión interna durante unos trabajos de reparación y mantenimiento que se estaban realizando.

## Diseño

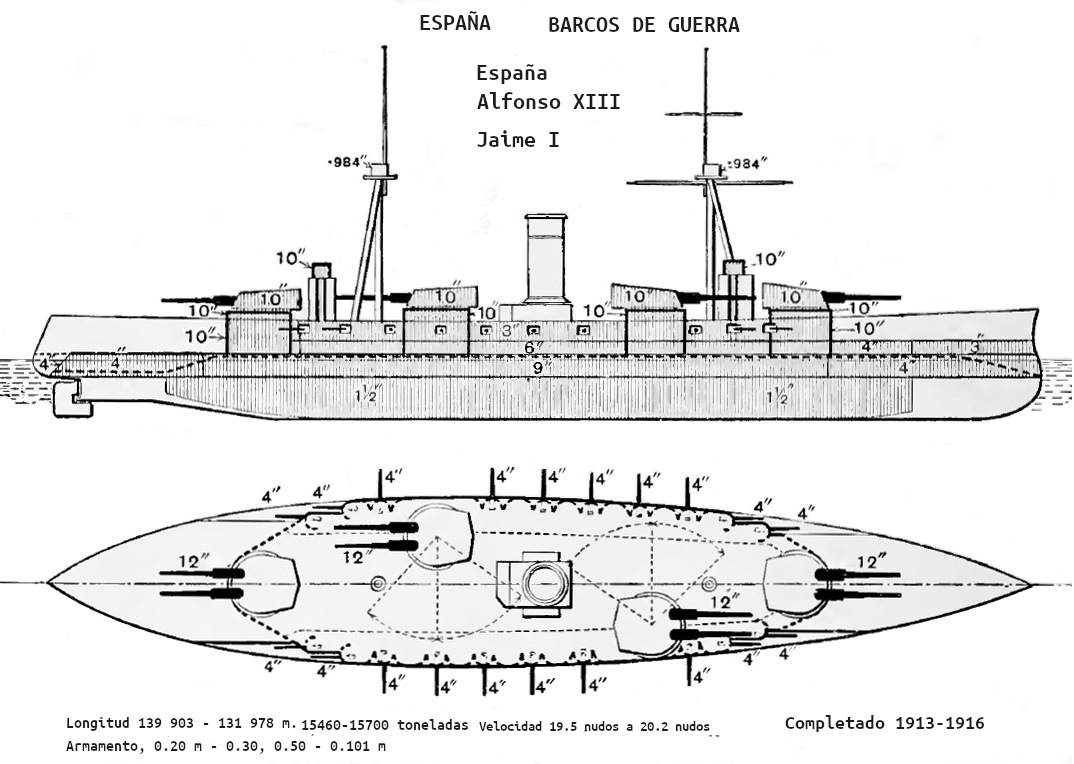
Planta y perfil de los clase España, en los que se aprecia la distribución de la artillería principal.

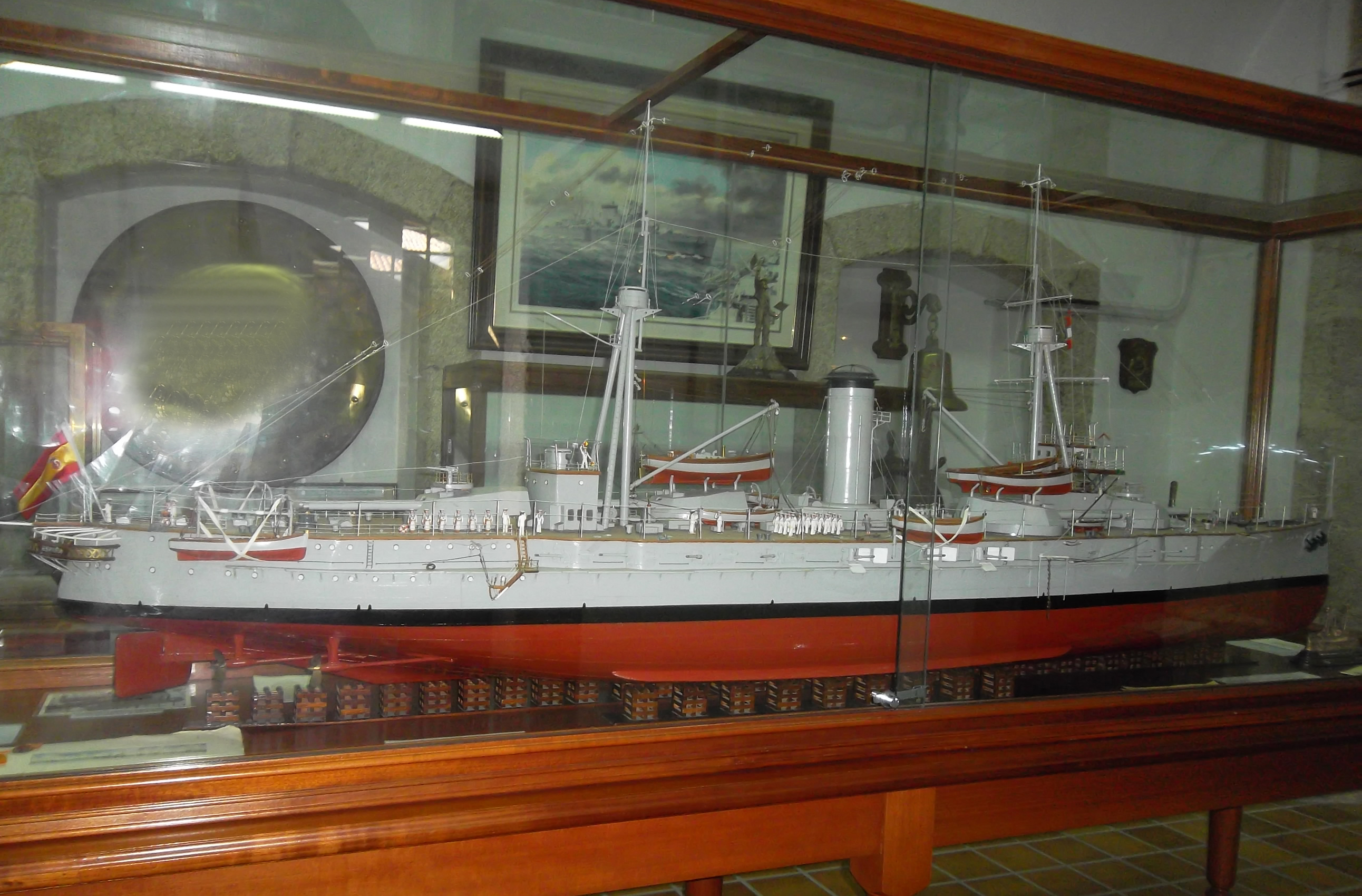
Maqueta del acorazado España, buque líder de la clase homónima, en el Museo Naval de Ferrol.

Tras la destrucción de parte de la flota española en la guerra hispano-estadounidense de 1898 y el posterior desguace de otra parte de la flota en 1900, la Armada española hizo una serie de intentos fallidos para iniciar el proceso de reconstrucción. Después de que la Primera Crisis Marroquí fortaleciera los lazos de España con Gran Bretaña y Francia y el apoyo público al rearme aumentara como consecuencia, el gobierno español llegó a un acuerdo con esos países para un plan de defensa mutua. A cambio del apoyo británico y francés a la defensa de España, la flota española apoyaría a la Armada francesa en caso de guerra con la Triple Alianza contra las flotas combinadas del Reino de Italia y Austria-Hungría en el Mar Mediterráneo ya que la Royal Navy debería de centrarse en el Mar del Norte contra la Kaiserliche Marine germana; mientras que la flota francesa por sí sola no podría contener a la armada italiana y la austrohúngara juntas, y era necesario que Francia transportara por mar a sus tropas coloniales desde el norte de África al continente europeo.
Una flota española reforzada redundaba así en los intereses de Gran Bretaña y Francia, que en consecuencia prestaron asistencia técnica en el desarrollo de buques de guerra modernos, cuyos contratos fueron adjudicados a la empresa española Sociedad Española de Construcción Naval (SECN), que fue formada por los constructores navales británicos Vickers, Armstrong Whitworth y John Brown & Company. El nuevo Plan Naval (conocido como Plan Ferrándiz) fue propuesto en 1907 y aprobado por el gobierno a principios del año siguiente como Ley de Marina del 7 de enero de 1908. Los buques fueron autorizados unos seis meses después de que los británicos hubieran completado el HMS Dreadnought,  y después de descartar los planes para construir acorazados tipo pre-dreadnought, el comando naval decidió rápidamente construir sus propios acorazados tipo «all-big-gun» o dreadnought.
Eran buques de bella estampa, con cubierta corrida, puente de mando, una única gran chimenea al centro, un pequeño puente auxiliar a popa, dos mástiles en trípode, pequeño espolón y las siguientes características: eslora 140 m, manga 24 m, puntal 12,74 m, calado 7,7 m, desplazamiento normal 15 700 t y 16 450 t a plena carga. Para la propulsión contaban con 12 calderas Yarrow de carbón y 4 turbinas que accionaban cuatro hélices, con una potencia de 11 270 CV a tiro normal y 20 000 CV a tiro forzado. Su velocidad máxima era de 19,5 nudos, con una autonomía de 7500 millas náuticas a 10 nudos. Su blindaje era de 230 mm en el centro de la faja baja, 150 mm en el de la media y 75 mm en el de la alta, que disminuía hacia los extremos hasta 100 mm en proa y 50 mm en popa. La dotación era de 850 hombres.
El 17 de noviembre de 1909 se dieron a conocer los buque de su serie, resultando en que sería el tercer (y último) acorazado de la misma por orden de construcción. La prensa de la época informó del mismo con el nombre de Jaime el Conquistador. El armamento principal consistía en 8 cañones Vickers de 305 mm/50 calibres montados en 4 torres dobles, las más lejanas entre sí colocadas sobre la línea de crujía, una a proa y otra a popa, y las otras dos en echelon desplazadas de la línea de crujía, la de proa hacia estribor y la de popa hacia babor. Cada cañón pesaba 67,1 t y cada proyectil 385 kg, con 902 m/ s de velocidad inicial, 21,5 km de alcance máximo, y un ritmo de fuego de un disparo por minuto. También montaban 20 cañones Vickers de 101,6 mm, 2 de 47 mm y 2 antiaéreos de 76 mm, instalados en los años 20.
El Jaime I se empezó a construir el 5 de febrero de 1912, y su botadura tuvo lugar el 21 de septiembre de 1914. Pero la entrega a la Armada se retrasó hasta septiembre de 1921 debido a demoras en la entrega de los cañones a causa de la I Guerra Mundial. El Jaime I estuvo a punto de ser diferente de los otros dos acorazados, pero la falta de recursos presupuestarios echaron por tierra los estudios que se habían realizado para aumentarle la potencia de máquinas y alcanzar los 21 nudos, con un aumento de su desplazamiento hasta 17 000 t, y al final fue gemelo de los otros dos de la clase España.

## Historial
En 1922 es destacado a Constantinopla para defender los intereses españoles durante la Guerra de Independencia turca, sufrió el abordaje del buque mercante austriaco Graz, que le produjo serios daños que fueron reparados en los astilleros de Pola. Más tarde acompañó al acorazado Alfonso XIII en el viaje a Italia con los Reyes y el general Miguel Primo de Rivera. En marzo de 1924, el Jaime I se estrenó en la costa de Marruecos bombardeando posiciones rifeñas en M'Ter. En septiembre de 1925, junto con el acorazado Alfonso XIII participó en el desembarco de Alhucemas.
Durante la Revolución de Asturias de 1934 disparó sobre el barrio de Cimadevilla junto al Almirante Cervera, y junto al Miguel de Cervantes, trasladó tropas y cartuchos hasta Gijón.

### Guerra civil española

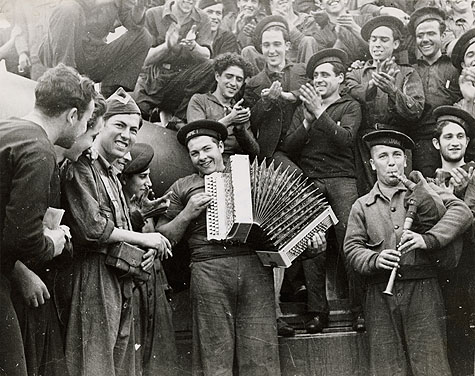
Marineros del Jaime I fotografiados por Gerda Taro en Almería, febrero de 1937.

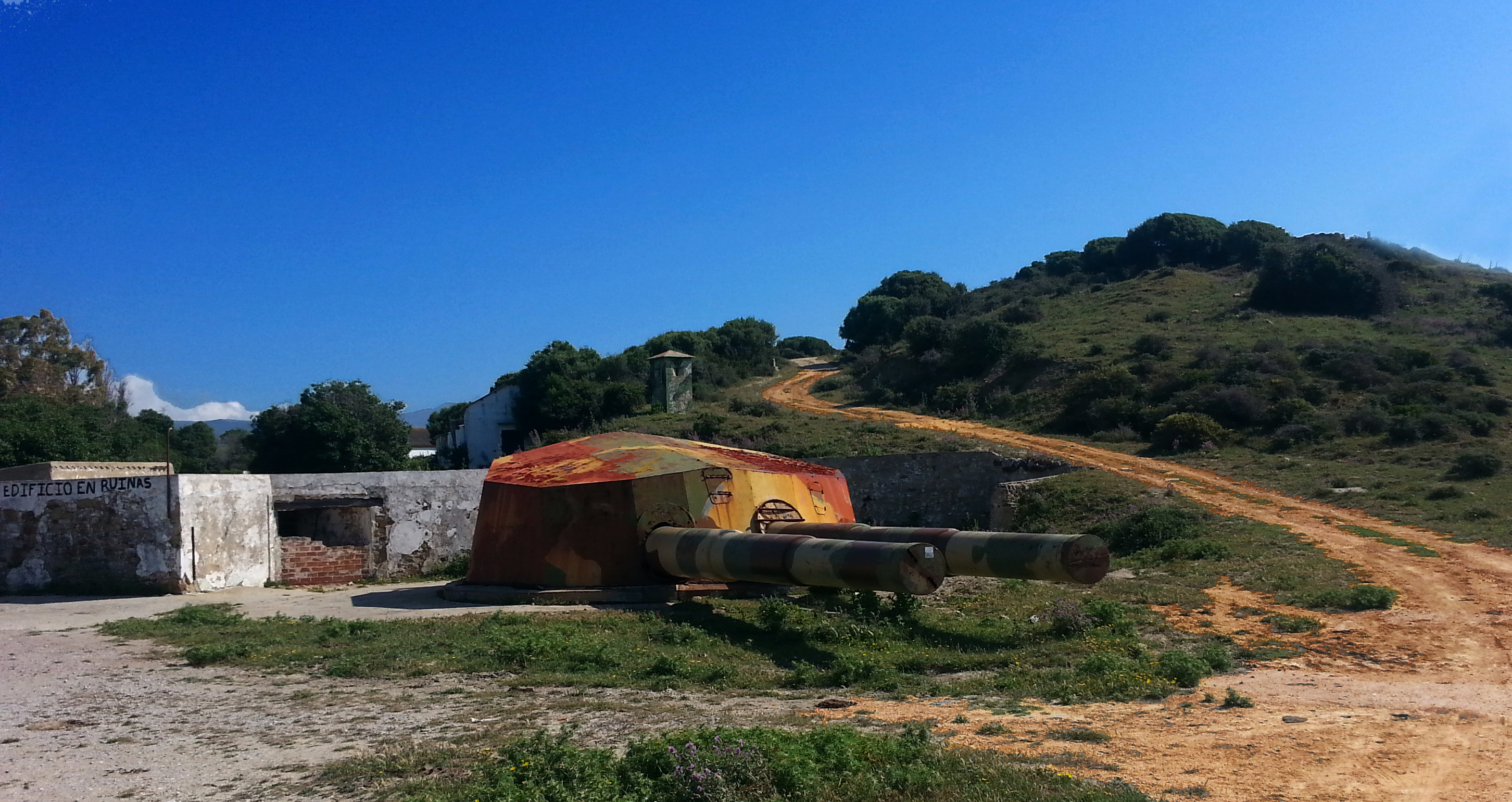
Antigua torre artillera del Jaime I, que prestó servicio como artillería de costa en El Vigía, en la costa en Tarifa.

Al comienzo de la Guerra Civil se hallaba en Santander. El hecho de encontrarse en esta ciudad y que sus cañones apuntaran al acuartelamiento militar ayudó a que la conservadora Santander se mantuviese fiel a la República a pesar de que los mandos militares de la ciudad apoyaban claramente el golpe. Después recibió la orden de dirigirse al estrecho de Gibraltar. En el tránsito la dotación se rebeló contra sus mandos y el barco quedó en manos del bando republicano. En julio y agosto de 1936 tomó parte en los bombardeos de La Línea, Ceuta, Melilla y Algeciras, y el 13 de agosto de 1936 recibió el impacto de una bomba de aviación en Málaga, en proximidad de su participación en la operación del desembarco de Mallorca. 
En septiembre pasó al Cantábrico con otros barcos para apoyar la parte republicana que se había quedado aislada, pero después del poco éxito tenido, el 13 de octubre recibió la orden de regresar al Mediterráneo y dirigirse a Cartagena, desde donde tomó parte en varios bombardeos. 
El 15 de abril de 1937 encalló en Punta Sabinar, logró zafarse y se refugió en Almería, donde el 21 de mayo sufrió el impacto de tres bombas que le causaron grandes daños. El bombardeo del 21 de mayo fue realizado por cinco Savoia S-79 italianos pilotados por italianos y españoles que habían despegado del aeródromo de Tablada en Sevilla. Los aviones realizaron dos pasadas lanzando doce bombas de 250 kg., una de las cuales al menos le alcanzó de pleno. En la noche del 24 al 25 de mayo fue atacado de nuevo, esta vez por hidroaviones del escuadrón AS/88 de la Legión Cóndor con base en Cádiz. A pesar de sus averías, el buque pudo llegar por sus propios medios a la base naval de Cartagena.
Durante los trabajos de reparación en Cartagena, el 17 de junio de 1937 —poco tiempo después del hundimiento del España—, se produjo una gran explosión interna que causó alrededor de 300 muertos y hundió el barco. Este quedó posado en el fondo. Posteriormente fue reflotado y su artillería desmontada; en 1941, lo que quedaba de él fue desguazado, aunque sus cañones Vickers de 305 mm/50 anterior y posterior fueron situados en el estrecho de Gibraltar en las baterías de costa D9 y D10 en El Vigía y Casquebel respectivamente, cerca de Tarifa. Esta instalación fue abandonada en 1985, los cañones y las torretas continúan en el lugar, pero sometidos a una fuerte degradación. Todos los demás cañones, fueron situados en montajes simples en las baterías de costa de Rafalbetx y Cabo Blanco en Mallorca.

### Buques de la clase
- España
- Alfonso XIII

### Listas relacionadas
- Anexo:Acorazados
- Anexo:Clases de acorazado
- Anexo:Acorazados de la Armada de España